# Голошумов, Николай Степанович
Николай Степанович Голошумов (1929—1997) — советский инженер-химик, лауреат Ленинской премии (1967). Член КПСС с 1962 г.

## Биография
Родился 27 сентября 1929 года.
Окончил Московский институт тонкой химической технологии им. Ломоносова (1953).
С 1953 года работал на Кировском шинном заводе, с 1953 года начальник отдела, с 1961 года главный конструктор, в последующем — заместитель главного инженера.
С 1965 года по совместительству преподавал на кафедре органической и аналитической химии Кировского политехнического института.
Умер 12 июля 1997 года.

## Звания и награды
Ленинская премия 1967 года — за разработку конструкций и технологического процесса производства грузовых автомобильных шин с меридиональным направлением нитей корда в каркасе (типа P) и их внедрение в народное хозяйство.
Заслуженный рационализатор РСФСР (1980). Почётный нефтехимик СССР (1989).